# 18174 Хачатрян
18174 Хачатрян (18174 Khachatryan) — астероїд головного поясу, відкритий 24 серпня 2000 року.
Тіссеранів параметр щодо Юпітера — 3,565.